# Vexillabium
Vexillabium é um género botânico pertencente à família das orquídeas (Orchidaceae).